# Robin Williams : Viens dans mon esprit
Pour plus de détails, voir Fiche technique et Distribution.
Robin Williams : Viens dans mon esprit (Robin Williams: Come Inside My Mind) est un documentaire publié le 16 juillet 2018. Il offre un regard intime sur la vie et le travail de l’acteur Robin Williams, décédé le 11 août 2014. Le film est raconté en grande partie à travers la propre voix de Robin Williams, avec une richesse d’images d’archives inédites, et examine sa vie extraordinaire et sa carrière, révélant l’étincelle de folie qui l’animait. Parmi les acteurs et actrices qui apparaissent dans le documentaire se trouvent Billy Crystal, Pam Dawber et Eric Idle, qui partagent leurs souvenirs et expériences avec Williams.

## Fiche technique
Sauf indication contraire ou complémentaire, les informations mentionnées dans cette section peuvent être confirmées par les bases de données Allociné et IMDb.
- Réalisation : Marina Zenovich
- Production : Alex Gibney, Shirel Kozak, Nancy Abraham
- Cinématographie : Nick Higgins, Jenna Rosher, Thorsten Thielow, Wolfgang Held
- Montage : Greg Finton, Poppy Das
- Musique : Adam Dorney
- Production : HBO
- Distribution : Jigsaw Productions
- Dates de sortie : Janvier 2018 (Sundance), 16 Juillet 2018 (HBO)
- Durée : 116 minutes
- Pays : États-Unis
- Langue : Anglais

## Accueil

### Accueil critique
Le film a été bien accueilli, avec une note de 94% sur Rotten Tomatoes basée sur 51 critiques, et une note moyenne de 78 sur 100 sur Metacritic basée sur 19 critiques. Il a été décrit comme un documentaire affectueux qui offre un aperçu poignant, bien que tentant, de la vie et de la carrière tragiquement écourtée de l’artiste.